# CR-Klasse 439
Die Dampflokomotiven der Klasse 439 der schottischen Eisenbahngesellschaft Caledonian Railway (CR) wurden von 1900 bis 1925 mit insgesamt 88 Exemplaren nach einem Entwurf von John F. McIntosh, dem Chefingenieur der CR, durch die CR-eigenen Werkstätten in Glasgow, die St Rollox Works, gebaut. Weitere vier fast baugleiche Lokomotiven wurden als Klasse 431 bei der CR eingeordnet. Die Tenderlokomotiven mit der Achsfolge B2’ wurden für den Vorortverkehr der CR rund um Glasgow gebaut. Sie waren eine Weiterentwicklung der von McIntosh ab 1895 eingeführten Klassen 19 und 92. Ab 1946 stellte die London, Midland and Scottish Railway (LMS), in der die CR 1923 aufgegangen war, und die 1925 noch zehn Lokomotiven hatte nachbauen lassen, erste Maschinen ab. 1948 kamen die verbliebenen Lokomotiven im Zuge der Verstaatlichung der britischen Eisenbahnen zu British Railways. Die letzten blieben bis 1962 im Dienst. Mit der Lokomotive 419 ist eine Maschine der Klasse 439 erhalten geblieben.

## Geschichte
Rund um Glasgow betrieb die Caledonian Railway ein umfangreiches Netz an Vorortstrecken, die mit dichter Zugfolge bedient wurden. McIntosh hatte ab 1895 dafür mit den Klassen 19 und der fast baugleichen Klasse 92 bereits 32 Tenderlokomotiven der Achsfolge B2’ bauen lassen, wobei der Entwurf der Klasse 19 in seinen Ursprüngen noch auf seinen Vorgänger John Lambie zurückging. Lokomotiven dieser Achsfolge wurden aufgrund der damit möglichen großen Vorräte von diversen britischen Bahngesellschaften bevorzugt für Vorort- und Pendlerverkehre beschafft, teils in erheblichen Stückzahlen. Die Lokomotiven besaßen ein gutes Beschleunigungsvermögen und erwiesen sich für die vorgesehenen Einsatzzwecke als gut geeignet. Ab 1900 ließ McIntosh daher eine etwas weiterentwickelte Version dieses Lokomotivtyps bauen. Wie bei der CR üblich, erhielt diese Serie ihre Klassenbezeichnung nach der Nummer der ersten gelieferten Lokomotive. Im Unterschied zu den Vorgängerklassen, die auch die Vorortzüge auf der Tunnelstrecke durch die Glasgower Innenstadt, die heutige Argyle Line, bedienen sollten, erhielten die Lokomotiven jedoch keine Kondensationseinrichtungen.
Außer in Glasgow wurden die Lokomotiven auch in anderen Depots der Caledonian Railway eingesetzt, sie kamen dabei auch auf Nebenstrecken zum Einsatz und übernahmen außer Personenzügen auch Vorspanndienste und Aufgaben im Rangierdienst. McIntoshs Nachfolger William Pickersgill ließ 1922 noch einige weitere Maschinen bauen, so dass insgesamt zum Jahresende 1922, als die CR ihre Eigenständigkeit infolge des Railways Act 1921 verlor, 78 Maschinen vorhanden waren. Pickersgill ließ zudem 1922 vier Maschinen mit verstärkten Pufferbohlen und geringfügig größerem Zylinderdurchmesser für den Einsatz als Schiebelokomotiven auf den Rampenstrecken der West Coast Main Line (WCML) bei Beattock bauen, die als Klasse 431 eingeordnet wurden. Ihr Einsatzgebiet blieb bei der London, Midland and Scottish Railway (LMS) zunächst weitgehend unverändert, sie kamen jedoch bald auch auf Strecken der früheren Highland Railway (HR) und der Glasgow and South Western Railway (G&SWR) zum Einsatz, so dass sie nicht nur im Central Belt rund um Glasgow und Edinburgh, sondern auch auf Nebenstrecken in den Highlands und den Southern Uplands zu finden waren. Die LMS ergänzte den Bestand noch um zehn weitere Maschinen, die 1925 bei Nasmyth Wilson & Company in Manchester gebaut wurden. Diese Lokomotiven erhielten ebenfalls den etwas größeren Zylinderdurchmesser der Klasse 439.
Ab 1946 wurden erste Maschinen von der LMS ausgemustert, mit 76 Stück ging die Klasse 439 infolge des Transport Act 1947 jedoch noch fast vollständig an British Railways (BR) über. Auch die vier Lokomotiven der Klasse 431 und die zehn LMS-Nachbauten kamen noch vollzählig in den Besitz von BR. Zum Jahresende 1956 waren noch 51 Maschinen der Klasse 439 im Bestand, außerdem alle vier Lokomotiven der Klasse 431 und die LMS-Nachbauten. Bis 1960 wurden weitere einzelne Maschinen abgestellt. 1961 führte eine umfangreiche Ausmusterungswelle dazu, dass zum Jahresende lediglich noch sechs Maschinen der ursprünglichen Klasse 439 und zwei der LMS-Nachbauten vorhanden waren. 1962 gingen erste elektrifizierte Strecken rund um Glasgow in Betrieb und die letzten drei Maschinen der Klasse beendeten im Dezember dieses Jahres ihren Dienst.

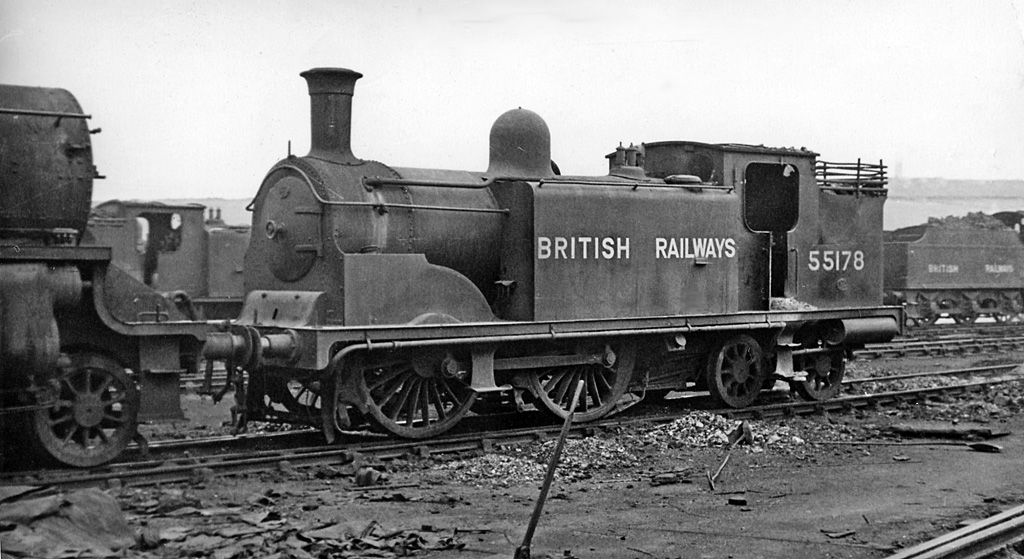
Lokomotive 55178 kurz nach der Übernahme durch British Railways im Jahr 1948 im Depot Balornock in Glasgow
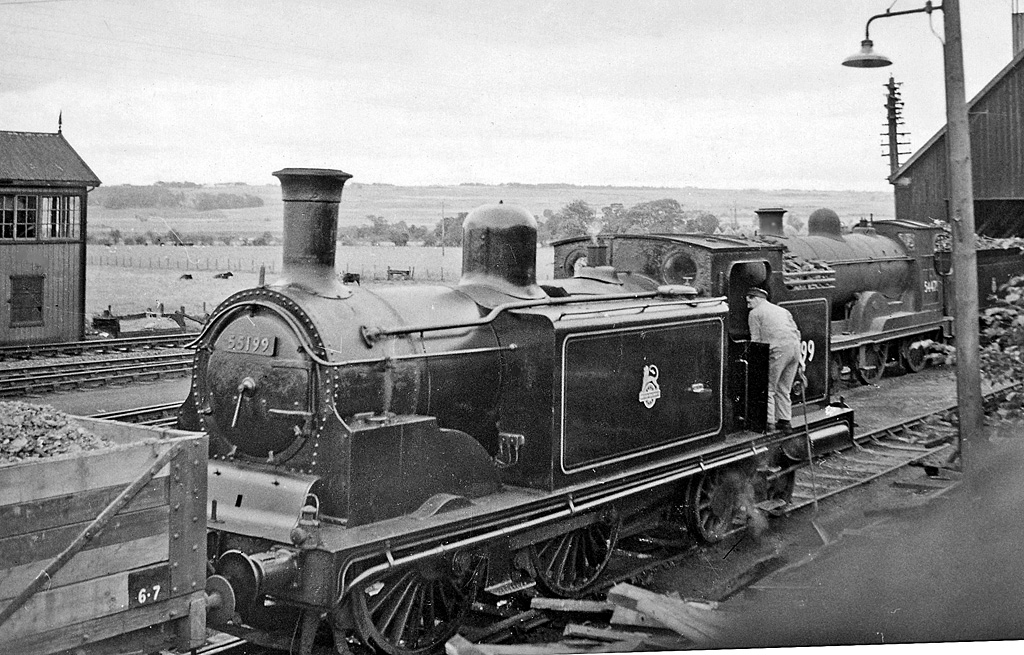
Lokomotive 55199  im Jahr 1957 im Depot von Dingwall
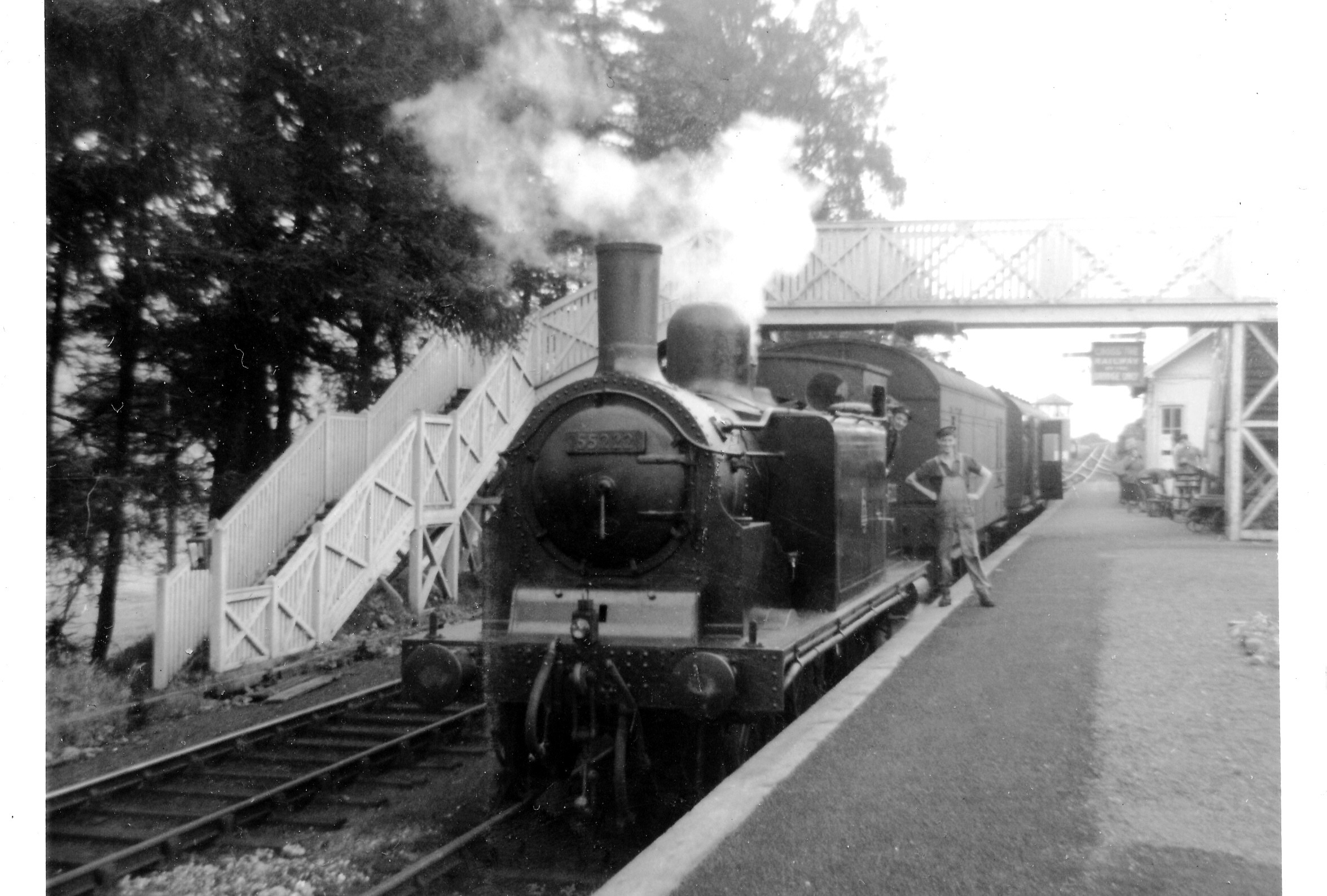
Lokomotive 55222 im Jahr 1958 vor einem Wendezug im Bahnhof Killin Junction; der Zug bediente die kurze Stichstrecke nach Killin
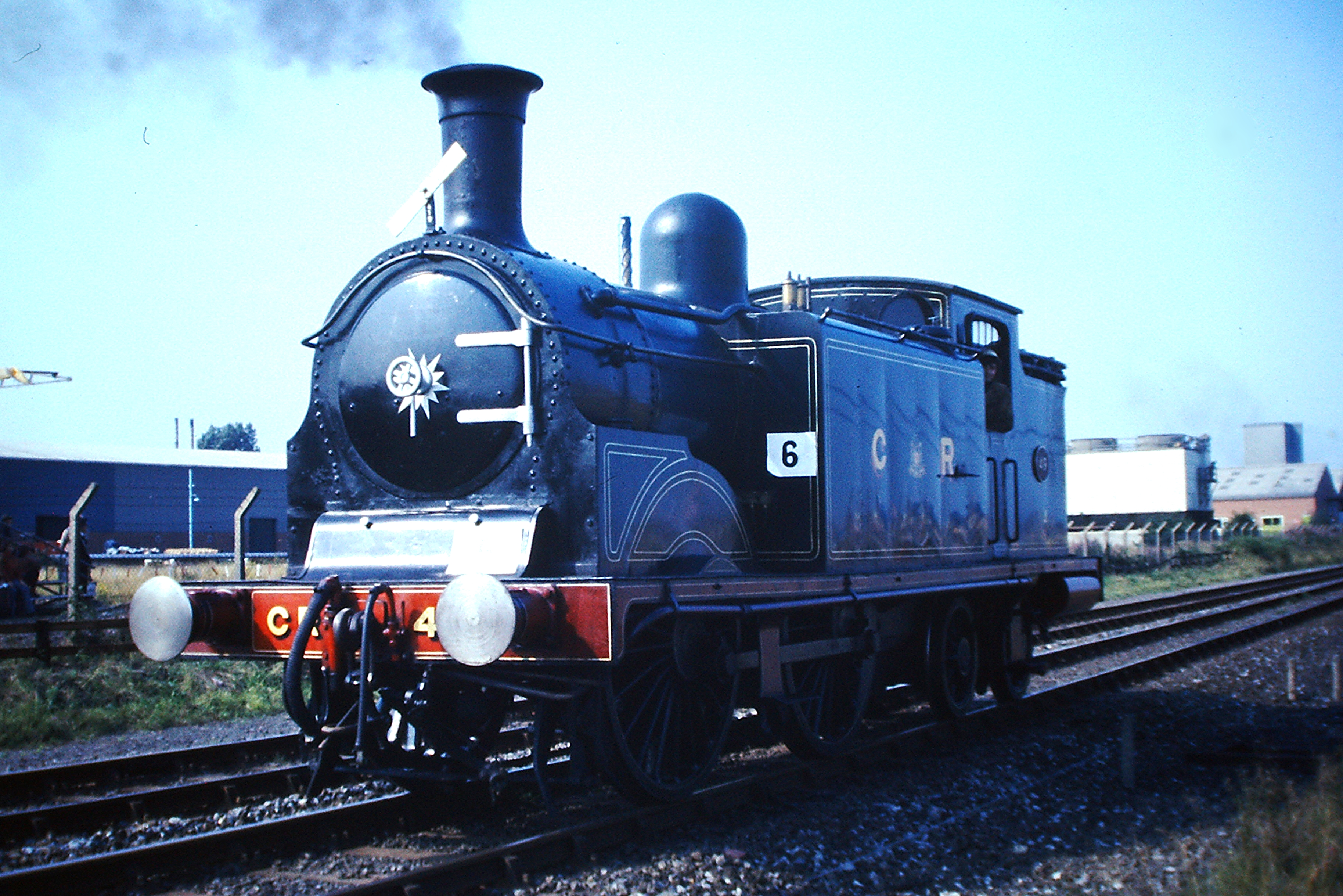
Lokomotive 419 während der 150-Jahr-Feiern der Stockton and Darlington Railway 1975 in Shildon
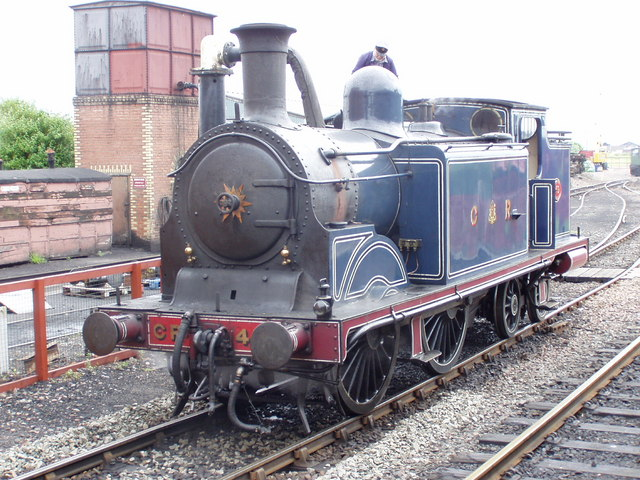
Lokomotive 419 im Einsatz im Bahnhof Bo’ness

## Technik
Wie bereits ihre Vorgänger, von denen sie sich äußerlich vor allem durch größere Wasser- und Kohlekästen unterschieden, besaßen die Lokomotiven einen Blechrahmen und innenliegende Zylinder, die über Stephenson-Steuerungen mit Flachschiebern angesteuert wurden. Die Innenzylinder waren auf die in dieser Position maximal mögliche Größe ausgelegt und verhalfen den Lokomotiven zu einem ruhigen Lauf. Für Tenderlokomotiven besaßen sie vergleichsweise große Treibraddurchmesser, die ihnen zu einer guten Beschleunigung verhalfen. Mit ihrem vergleichsweise kurzen festen Radstand waren sie gut für die kurvenreichen Strecken des Glasgower Vorortverkehrs wie etwa den ringförmigen, vom Bahnhof Glasgow Central ausgehenden Cathcart Circle, geeignet. Wie bei der Caledonian Railway üblich erhielten alle Lokomotiven Westinghouse-Bremsen, die damit im Vergleich mit den sonst bei vielen britischen Bahngesellschaften eingesetzten Vakuumbremsen deutlich schneller bremsen konnten; für die Beschleunigung des Vorortverkehrs war dies ebenfalls vorteilhaft. Die LMS rüstete die Lokomotiven für den Einsatz vor vakuumgebremsten Zügen nach, sie behielten aber ihre Westinghouse-Bremsen als Lokomotivbremse. Viele Lokomotiven erhielten zudem neue Kessel und teilweise andere Schornsteine ohne die für die Caledonian typische Krempe. Einige Lokomotiven wurden für den Einsatz im Wendezugdienst ausgerüstet.
Ungewöhnlich war die Verwendung für Schublokdienste, da die Lokomotiven mit den großen Rädern und der vergleichsweise geringen Reibungsmasse der beiden Kuppelradsätze dafür eigentlich wenig geeignet waren. Pickersgill versuchte, dieses Manko durch die verstärkte Pufferbohle mit ihrem zusätzlichen Gewicht zu beheben.

## Verbleib
Mit Ausnahme der 1907 erbauten Lokomotive mit der CR-Nummer 419 wurden alle Maschinen bald nach ihrer Abstellung verschrottet. Als letzte Maschine der Klasse erweckte die im Dezember 1962 ausgemusterte Lokomotive das Interesse der kurz zuvor gegründeten Scottish Railway Preservation Society (SRPS). British Railways verlangte einen Kaufpreis von 750 Pfund, den die SRPS nur dank einer großzügigen Spende aufbringen konnte. Die SRPS ließ die Maschine zunächst in den BR-Werkstätten in Cowlairs aufarbeiten und wieder in den Farben der Caledonian Railway lackieren. Sie erhielt dabei von einer anderen, verschrotteten Maschine wieder einen Originalschornstein der Caledonian Railway. Erstmals wieder eingesetzt wurde sie im Herbst 1971. Seitdem stand die Maschine, unterbrochen nur von den regelmäßig nötigen Untersuchungen, bis 2009 im Einsatz. Unter anderen nahm sie an den Jubiläumsfeiern zum 150-jährigen Bestellen der Stockton and Darlington Railway im Jahr 1975 teil. Nach einer umfangreichen Überholung, bei der die Lokomotive unter anderem neue Achslager und eine neue Rauchkammer erhielt, steht sie seit Herbst 2018 wieder im Einsatz. Sie wird abwechselnd bei verschiedenen Museumsbahnen eingesetzt. Außer der ursprünglichen CR-Farbgebung in Blau wurde sie als Museumslokomotive zeitweise auch in den Farben von British Railways lackiert.